# Silvia Nane
Silvia Nane Vinçon (Colonia del Sacramento, 17 de septiembre de 1969) es una empresaria, informática y política uruguaya.
Desarrolló su carrera profesional como analista de calidad de software, pertenece al Frente Amplio y desde 2020 es Senadora de Uruguay.

## Biografía
En su adolescencia se mudó con su familia de Colonia a Montevideo, donde realizó sus estudios en análisis de sistemas de software. Actualmente vive en Canelones.

## Ámbito profesional
Durante su vida profesional trabajó en varias empresas de software de Uruguay mientras esa industria se ubicaba en un lugar destacado de la economía de Uruguay. En ese período fundó y dirigió Tmachine, una empresa de control de calidad y testing de software que fue pionera en esa disciplina en Uruguay.
Integró en ese tiempo el equipo directivo de la Cámara Uruguaya de Tecnologías de la Información (CUTI), donde estableció un vínculo de amistad con Carolina Cosse, entonces presidenta de Antel.

## Ámbito político
Desde las elecciones internas del Frente Amplio de 2019, se integró a la vida política activa, formando parte del equipo de campaña de la precandidatura a la presidencia de Carolina Cosse. En las elecciones nacionales formó parte del equipo de suplentes de la candidatura al Senado de la República de Carolina Cosse, en el sub lema: “Unidad para los Cambios” del Frente Amplio, que consiguió dos bancas en la Cámara Alta.
En 2020 Silvia Nane ocupó el cargo de Senadora de Uruguay en reemplazo de Carolina Cosse que resultó electa a la Intendencia de Montevideo.
Ha sido miembro de varias comisiones del Senado de la República:
- 2021, Educación y Cultura (Presidenta),[4]
- 2022, Ciencia, Innovación y Tecnología (Presidenta),[5]
- 2022, Derechos Humanos, Equidad y Género (Presidenta),
- Hacienda, Industria, Energía, Comercio,[6][7]
- Turismo y Servicios, Especial de Asuntos Municipales, y Especial de Futuros (Vicepresidenta).

Luego de las elecciones nacionales de 2024 fue elegida Senadora para el nuevo período que comenzó el 15 de febrero de 2025. Meses después, se anuncia la asunción de Nane como directora de Desarrollo Sostenible e Inteligente en el gobierno departamental de Montevideo, encabezado por Mario Bergara. En su lugar habrá de asumir como senador el Dr. Daniel Borbonet.